# Матір (фільм)
«Матір» (англ. «The Mothership») — майбутній американський науково-фантастичний драматичний фільм зі сценаристом і режисером Метью Чарманом.

## Сюжет
Науково-фантастична пригода розповідає про Сару Морс через рік після того, як її чоловік таємничим чином зник з їхньої сільської ферми. Коли вона виявляє під їхнім будинком дивний інопланетний об’єкт, Сара та її діти вирушають на перегони, щоб знайти свого чоловіка, батька, а головне – правду.

## Актори
- Геллі Беррі — Сара Морс
- Моллі Паркер
- Омарі Гардвік
- Сідні Леммон — Джоанна
- Рафаель Сільва — Алекс

## Виробництво
Фільмування розпочалися 14 червня 2021 року і завершилися 9 серпня 2021 року в Бостоні, штат Массачусетс.